# Malabat
Malabat är en kommun i departementet Gers i regionen Occitanien i sydvästra Frankrike. Kommunen ligger i kantonen Miélan som tillhör arrondissementet Mirande. År 2022 hade Malabat 97 invånare.

## Befolkningsutveckling
Antalet invånare i kommunen Malabat
Referens:INSEE